# Харчовик (Винники)
«Харчовик» — український радянський футбольний клуб з м. Винники. Створено 1940 р. на основі польської та української футбольних команд, яким опікувалась тютюнова фабрика. Під час війни клуб розпався і був відроджений у 1947 р. (Юліан Кметь та  Маркевич Богдан Дмитрович). Остання згадка 1978 р. Інші назви клубу: «Більшовик» (1949 р.), «Прапор» (1953 р.), «Авангард» (кінець 1950-х рр. — початок 1960-х рр.), «Спартак» (середина 1960-х рр. — початок 1970-х рр.).

## Досягнення
- Чемпіон Львівської області — 1949 (як «Більшовик»), 1960, 1963, 1965 (як «Авангард»).

## Найкращі результати
- 1949 р. — ФК «Більшовик» (Винники) чемпіон Львівської області та володар кубка Львівської області (Маркевич Богдан Дмитрович). У фіналі кубка області «Більшовик» здолав «Колгоспник» з Бібрки — 1:0[2].
- 1949 р. (як ФК «Більшовик» Винники), 1951 р. і 1952 р. (як ФК «Харчовик» Винники) винниківчани виступали в любительському чемпіонаті УРСР серед колективів фізкультури (4-та, 5-та і 9-та зони, де зібралися команди переважно Заходу України). 1 * 1949 — 4-те місце (9 зона), 1951 р. — 6-те місце (5-та зона), 1952 р. — 11-те місце (4-та зона). 1953 р. команда брала участь у Кубку УРСР під назвою «Прапор»[1].
- 1954 р. — володар кубка сімсотріччя Львова[1].
- 1960 р. — футбольний клуб «Авангард» Винники чемпіон Львівської області ( Маркевич Богдан Дмитрович). 1960 р. — матчі «Авангард» Винники — «Нафтовик» Дрогобич за «путівку» до класу Б «Україна» (винниківчани програли з рахунками 2:0 і 3:0)[1].
- 1963 р. і 1965 р. — ФК «Авангард» (Винники) чемпіон Львівської області ( Маркевич Богдан Дмитрович)[2].
- 1964 р. — юнацька футбольна команда «Авангард» чемпіон Львівської області серед юніорів[1].
- 1970 р. — футбольний клуб «Харчовик» Винники чемпіон м. Львова[1].
- 1972 р. — футбольний клуб «Харчовик» Винники володар кубка м. Львова (тренер Богдан Колодій)[1].
- 1977 р. — футбольний клуб «Харчовик» Винники чемпіон УРСР серед команд харчової промисловості[1].

## Склади команди
- У різний час у клубі виступали: Микола Литвин (капітан команди), Богдан Маркевич, Антін Скремета, Степан Маслякевич, Богдан Конюшик, Михайло Верходай. Р. Гарапа, Євген Гданський (воротар), Іван Кубай, М. Янда, Є. Іваницький, В. Швойницький, С. Козюринський, А. Чалишев, Д. Лучанський, С. Білінський, Володимир Котловський, Володимир Ціньовський, І. Ціцяла, С. Шеттер, М. Жук, Я. Ференц, М. Дмитерко, М. Слабоспіцький, З. Кравс, З. Вільгард, Ю. Берендєєв, М. Макар, Я. Гарапа. Б. Колодій, С. Барило, Б. Хамула, Р. Хамула, М. Грицишин, Г. Молоков, В. Побережний, Р. Партика, О. Йона, Б. Кочан, Юрій Поточняк, Ростислав Поточняк, А. Тищенко, Роман Покора, Роман Банах, Орест Банах, П. Бучко, Р. Ціціла, Ю. Завгородній, Богдан Маслюкевич, Роман Оліяр, Б. Кравець, Р. Кулешка, Б. Кулешка, Б. Боцонь, Р. Маркевич, Я. Шиляк, С. Собко, О. Гадзевич, В. Саєвич, Б. Йона, В. Шпаківський та інші[1].

## Тренери
- Маркевич Богдан Дмитрович[1].
- Грисьо Ярослав Антонович[1].
- Колодій Богдан[1].
- Гданський Юрій[1].

## Відомі вихованці клубу
- Тищенко Анатолій Леонідович (1946 р. н.), Весна Роман Костянтинович (1947 р. н.), Швойницький Олександр Володимирович (1948 р. н.), Поточняк Ростислав Мирославович (1948 р. н.), Покора Роман Михайлович (1948 р н.), Маркевич Мирон Богданович (1951 р. н.), Крупей Степан Миколайович (1951 р. н.), Михайлюк Євген Віталійович (1952 р. н.), Юрій Гданський, Степан Коваль, Андрій Завидовський, Ігор Снігур. Поточняк Ростислав Мирославович та Покора Роман Михайлович виступали за основний склад Львівських «Карпат» тих часів, коли «Карпати» здобували Кубок СРСР та грали у вищій союзній лізі. Стали відомими суддями Грисьо Ярослав Антонович і Михайло Сидор. Молодше покоління суддів — Юрій Грисьо, Андрій Грисьо, Можаровський Юрій Андрійович[1].